# Fylkesväg 701
Fylkesväg 701 (norska: Fylkesvei 701) är en primär fylkesväg i Orklands kommun i Trøndelag fylke i mellersta Norge som går mellan tätorterna Storås och Meldal. Vägen är 9,2 kilometer lång och asfalterad.

## Anslutningar
Fylkesväg 701 ansluter till:
- Fylkesväg 65 (vid Storås)
- Fylkesväg 700 (vid Meldal)